# 益田市総合サービス
株式会社益田市総合サービス（ますだしそうごうさーびす）は、益田市の施設管理受託などを行う第三セクターである。

## 主な受託業務・管理施設
- 益田市リサイクルプラザ[2]
- 益田市斎場「松聖苑」[3]
- 公衆浴場「にしきの湯」
- 大井競馬場益田場外発売所

### 過去の受託業務
- 益田市生活バス
  - 2003年より市からの随意契約で運行していた。2005年より指定管理者制度が導入され、石見交通が落札したことにより現在は撤退している[4]。